# Gadwal
Gadwal ist eine Stadt im indischen Bundesstaat Telangana.
Die Stadt ist Hauptort des Distrikts Jogulamba Gadwal, welcher 2016 gegründet wurde. Gadwal hat den Status einer Municipality. Die Stadt ist in 10 Wards gegliedert. Sie hatte am Stichtag der Volkszählung 2011 57.569 Einwohner.
Gadwal diente historisch als Hauptstadt von Gadwal Samsthanam, einem Vasallenstaat des Nizam von Hyderabad. Aus dieser Zeit existiert noch eine Befestigungsanlage.